# José Ramos Delgado
Pour les articles homonymes, voir José Ramos et Delgado.
José Ramos Delgado est un footballeur argentin né le 25 août 1935 à Quilmes et mort le 3 décembre 2010 à Villa Elisa dans la province de Buenos Aires. Il évoluait au poste de défenseur.

## Carrière
- 1956-1958 : Lanús ( Argentine)
- 1959-1965 : River Plate ( Argentine)
- 1966-1967 : Banfield ( Argentine)
- 1967-1973 : Santos ( Brésil)
- 1974 : Portuguesa Santista ( Brésil)[2]

## Palmarès
- Vainqueur de la Supercoupe des champions intercontinentaux en 1968 avec le Santos FC
- Champion du Brésil en 1968 avec le Santos FC
- Vainqueur du Championnat de São Paulo en 1967, 1968, 1969 et 1973 avec le Santos FC